# Světový pohár v biatlonu 2023/2024 – Oberhof
4. podnik Světového poháru v biatlonu v sezóně 2023/2024 se konal od 4. do 7. ledna 2024 v německém Oberhofu. Na programu podniku byly závody ve sprintu, stíhací závody a mužská a ženská štafeta.
Naposledy se zde závody světového poháru konaly v lednu 2022. V roce 2023 zde proběhlo mistrovství světa.

## Program závodů
Oficiální program:
| Datum    | Disciplína           | Začátek (SEČ) | Počet závodníků |
| -------- | -------------------- | ------------- | --------------- |
| 5. ledna | Sprint (muži)        | 11:25         | 99              |
| 5. ledna | Sprint (ženy)        | 14:25         | 97              |
| 6. ledna | Stíhací závod (muži) | 12:25         | 58              |
| 6. ledna | Stíhací závod (ženy) | 14:40         | 58              |
| 7. ledna | Štafeta (muži)       | 11:30         | 21 týmů         |
| 7. ledna | Štafeta (ženy)       | 14:25         | 18 týmů         |

Vysvětlivky
1. ↑  Sprint mužů byl původně naplánován na odpoledne 4. ledna. Kvůli předpovědi teplého počasí, deště a silného větru byl závod přesunut na páteční dopoledne.[2]

## Průběh závodů

### Český tým
V českém týmu byli Adam Václavík a Mikuláš Karlík odesláni do nižší soutěže – IBU Cupu. Místo nich nastoupil Vítězslav Hornig, který v IBU Cupu na podzim podával vyrovnané výkony, a Tomáš Mikyska, který se vrátil po zranění a trenéři jej chtěli vyzkoušet v závodech a počítali s ním pro štafetu.

V týmu žen byla do nižší soutěže poslána Tereza Vinklárková, které se na podzim ve světovém poháru dařilo nejméně. „Rozhodli jsem se jet ve čtyřech, protože jsme už před Vánoci viděli, že například Vinklárková odjela v Lenzerheide jen sprint a pak už nezávodila. Teď je na IBU Cupu, kde při každé zastávce odjede tři závody a závodní zátěž je důležitá,“ popsal to podrobněji trenér Egil Gjelland. Proč nebyla místo ní povolána jiná česká biatlonistka, to nevysvětlil.

### Sprinty
V závodu mužů se po první střelbě dostal brzy do čela bezchybně střílející Němec Benedikt Doll. Předstihl tak vedoucího závodníka světového poháru Nora Johannese Thingnese Bø, který na každé střelecké položce jednou chyboval a dojel nakonec čtvrtý. Doll při druhé střelbě také nezasáhl jeden terč, ale stále se udržoval průběžně v čele a do cíle dojel o 20 vteřin před Norem. Na druhou střelbu pak přijížděl jen s třívteřinovou ztrátou na Dolla Švéd Sebastian Samuelsson, který zde však chyboval dvakrát a v pořadí klesl. Pak stříleli podruhé další Norové, Endre Strømsheim a Sturla Holm Laegreid. Oba zde shodně nezasáhli jeden terč a vyjížděli do posledního kola se ztrátou sedmi a devíti vteřin na Dolla. Zvláště Laegreid v posledním kole zrychloval, Němce však už nedokázal dojet a skončil druhý o necelé dvě vteřiny; Strømsheim pak třetí o několik vteřin za ním. Doll tak zvítězil ve svém šestém závodě v kariéře a zároveň ve druhém sprintu v řadě, když navázal na triumf v Lenzerheide. Vůbec nejrychlejší běžecký čas zaznamenal 24letý Nor Johan-Olav Botn, pro kterého to byl vůbec první závod ve světovém poháru, když do té doby jezdil pouze v nižším IBU Cupu, jehož průběžné pořadí v rámci mužů vedl. Čtyři trestná kola však znamenala, že dojel na 26. místě.

Z českých reprezentantů se střelecky nedařilo Michalu Krčmářovi, Jakubu Štvrteckému ani Jonáši Marečkovi, kteří nesestřelili shodně tři terče. Z nich jel nejrychleji Štvrtecký, který také skončil nejlépe z Čechů na 35. místě, Krčmář pak o 8 a Mareček o 15 pozic za ním. Střelecky  – jen s jednou chybou – zvládli závod lépe po zranění vracející se Tomáš Mikyska i Vítězslav Hornig, ale běželi pomaleji, a tak dojeli na 40. a 42. místě. Všichni čeští reprezentanti se tak probojovali do sobotního stíhacího závodu.
V závodě žen se zpočátku držely v čele Němky  Franziska Preussová, Janina Hettichová-Walzová a Vanessa Voigtová, které zastřílely obě položky bezchybně. Z nich běžela nejrychleji Preussová, která také dojela do cíle jako průběžně první. Pak však jela Francouzka Justine Braisazová-Bouchetová v pozice vítězky třech posledních závodů Světového poháru a zároveň lídryně celkového hodnocení. Při první střelbě nezasáhla dva terče, ale v každém kole běžela nejrychleji ze všech. Přesto po druhé bezchybné střelbě odjížděla až 25 vteřin Preussovou. Dokázala však ještě více zrychlit a nakonec získala první místo s náskokem přes čtyři vteřiny. Třetí místo vybojovala – také zásluhou velmi rychlého posledního kola – další Francouzka Sophie Chauveauová. Kromě nich se v první desítce umístily ještě tři další reprezentantky Francie – debutantka na nejvyšší biatlonové úrovni Jeanne Richardová, do té doby jezdící v nižším IBU Cupu, Lou Jeanmonnotová a Julia Simonová. Naopak se nedařilo Norkám, které v první třicítce měly pouze dvojnásobné zastoupení.

Českým biatlonistkám se dařilo střelecky ještě hůře než mužům – nejlépe dojela na 41. místě – tedy mimo bodované pozice – Jessica Jislová se dvěma nezasaženými terči. Lucie Charvátová skončila osm pozic za ní, když chybovala čtyřikrát. Markéta Davidová s pěti střeleckými chybami dojela až na 59. a Tereza Voborníková se čtyřmi chybami na 67. místě nepostoupila do stíhacího závodu.

### Stíhací závody
Vítěz předcházejícího sprintu, Němec Benedikt Doll, udělal při první střelbě tři chyby, a tak od druhého kola bojovali o vítězství prakticky již jen norští biatlonisté. Z nich se zpočátku udržovali v čele  Endre Strømsheim, Johannes Thingnes Bø a Sturla Holm Laegreid. Předposlední střelbu z nich zvládl čistě jen Strømsheim, který z ní odjížděl s téměř půlminutovým náskokem na druhého Jonahhese Bø. Při poslední střelbě minul dva terče, Johannes Bø však dokonce tři, a tak odjížděl do posledního okruhu na prvním místě, jen šest vteřin před Laegreidem, který zde střílel čistě. Ten jej v polovině posledního kola předjel, ale Strømsheim se opět dostal do čela a svůj náskok udržel do cíle. Poprvé tak zvítězil v závodě světového poháru. Na třetím místě dojel Johannes Dale-Skjevdal. Norští biatlonisté tak obsadili nejen všechna místa na stupních vítězů, ale ještě další dvě pořadí, protože čtvrtý byl Tarjei Bø a pátý jeho bratr Johannes.

Z českých reprezentantů skončil nejlépe Michal Krčmář, který zpočátku střílel čistě, ale při střelbách vstoje nezasáhl vždy po jednom terči. O dvě pozice za ním dojel Jakub Štvrtecký, který běžel nejrychleji z Čechů, ale udělal celkem čtyři střelecké chyby. Jonáš Mareček se z 50. místa na startu posunul o 12. příček výše, naopak Vítězslav Hornig klesl na 45. pozici. Tomáš Mikyska z rozhodnutí trenérů nestatoval – šetřili jej pro nedělní štafetu.
Vítězka sprintu žen, Francouzka Justine Braisazová-Bouchetová, střílela ve stíhacím závodě obě položky vleže čistě a udržovala si první místo před Švédkou Elvirou Öbergovou. Při třetí střelbě však obě jednou chybovaly; Braisazová-Bouchetová si první pozici udržela, ale na druhé a třetí místo se dostaly další Francouzky Julia Simonová a Jeanne Richardová. K poslední střelbě přijížděla Braisazová-Bouchetová s náskokem 20 vteřin před Simonovou. Nezasáhla však dva terče, zatímco její soupeřka jen jeden.  Simonová tak odjížděla do posledního úseku první s náskokem deset vteřin. Ten na trati ještě mírně navyšovala a poprvé v tomto ročníku zvítězila. O třetí místo bojovala Öbergová s Norkou Ingrid Landmark Tandrevoldovou, přestože obě vyjížděly do posledního kola na páté a sedmé pozici. Jeden nástup Švédka odrazila, ale v posledním stoupání ji Norka předjela a obsadila tak třetí místo.

Všechny české reprezentantky si oproti sprintu zlepšily své postavení. Nejlepší byla Lucie Charvátová se třemi chybami na střelnici, která jela velmi rychle a zlepšila se o 26 míst (nejvíce ze všech startujících) – skončila 23. Jessica Jislová minula jen jeden terč, ale vinou průměrného běhu dojela o osm pozic za Charvátovou. Markéta Davidová nezasáhla také tři terče a posunula se na 38. pozici.

### Štafety
Oproti předcházejícím dnům často zesiloval vítr, a tak v závodě mužů mnoho závodníků čekalo na střelnici, než se větrné poryvy uklidní. Zpočátku se na čele udržovala Francie, ale po druhé střelbě vstoje ji předjeli Norové, když Éric Perrot musel na trestné kolo. Při druhé předávce nastala zajímavá situace, když přebírající Nor ani Slovinec nebyli připraveni v předávacím území a jejich předávající kolegové na ně museli několik vteřin čekat. Před pátou střelbou měli Norové náskok přes 20 vteřin, ale Tarjei Bø potřeboval dvakrát dobíjet a tak jej předjel bezchybně střílející Němec Phillip Nawrath. Tomu však při další střelbě vstoje nestačily náhradní náboje, musel na trestné kolo, a Norové tak získali náskok, který Johannes Thingnes Bø na posledním úseku navýšil na více než dvě minuty. Norové tak zvítězili v desáté štafetě ve světovém poháru v řadě. Třetí jeli do poslední střelby s náskokem Švédové, ale Sebastian Samuelsson také musel na trestné kolo a předjel jej Ital Tommaso Giacomel. 

Český tým nastoupil bez svého obvyklého účastníka Jakuba Štvrteckého, protože trenéři chtěli před mistrovstvím světa vyzkoušet i jiné složení štafety. Na prvním úseku startoval Jonáš Mareček, který nezasáhl celkem pět terčů, ale jel rychle a předával na osmém místě. Tomáš Mikyska pak vleže střílel bezchybně a posunul se na šesté místo, ale vstoje musel využít všechny náhradní náboje a o dvě pozice opět klesl. Michal Krčmář pak chyboval při každé střelbě jen jednou, ale dařilo se i štafetám okolo něj, a tak předával opět na osmém místě. Poslední úsek jel Vít Hornig, který ve štafetě nastoupil poprvé a naposledy před rokem. Obě položky zastřílel bezchybně a posunul se na pátou pozici. V posledním kole jej sice předjel Švýcar Jeremy Finello, přesto bylo konečné šesté místo nejlepším výsledkem české mužské štafety za poslední rok.
Při závodě žen vál mírnější vítr než během  předcházejícího závodu mužů, ovšem i zde se dokázaly jen tři týmy vyvarovat trestného kola. Po první předávce se držela v čele švédská štafeta, ale Francouzka Justine Braisazová-Bouchetová dokázala v posledním kole druhého úseku jet o 25 vteřin rychleji než Linn Perssonová, a tak předávala už jako první. Hanna Öbergová pak na třetím švédském úseku musela na jedno trestné kolo, a tak se na druhé místo posunuly Norky. Štafety na prvních čtyřech místech si pak udržovaly odstupy 20–40 vteřin. Julia Simonová však při poslední střelbě třikrát chybovala a Norka Ingrid Landmark Tandrevoldová se jí přiblížila na 12 vteřin. V něm dokázala ještě zrychlovat, ale Simonová první místo udržela a favorizované Francouzky tak zvítězily.

Tereza Voborníková střílela vleže čistě a jela na třetím místě, ale vstoje musela třikrát dobíjet a předávala šestá. Markéta Davidová po ní tuto pozici udržovala, ale vstoje se jí dařilo ještě hůře a musela na trestné kolo. Lucie Charvátová přebírala štafetu na osmém místě a střílela podobně jako Davidová – jela jedno trestné kolo a klesla na 11. pozici. Ve svém posledním kole však dokázala předjet tři soupeřky a osmé místo udržela. Jessica Jislová pak na posledním úseku třikrát střelecky chybovala, ale předjela do té doby dobře střílející americkou štafetu a v posledním kole i Elisu Gasparinovou ze Švýcarska a obsadila šesté místo.

## Umístění na stupních vítězů

### Muži
| Disciplína              | První místo                                                                | Výkon                                         | Druhé místo                                                  | Výkon                                                     | Třetí místo                                                | Výkon                                                     |
| Sprint (10 km)          | Benedikt Doll                                                              | 24:12,2 (1+0)                                 | Sturla Holm Laegreid                                         | 24:14,0 (1+0)                                             | Endre Strømsheim                                           | 24:17,6 (1+0)                                             |
| Stíhací závod (12,5 km) | Endre Strømsheim                                                           | 33:04,2 (0+0+0+2)                             | Sturla Holm Laegreid                                         | 33:22,0 (0+1+1+0)                                         | Johannes Dale-Skjevdal                                     | 33:40,6 (1+0+0+0)                                         |
| Štafeta (4×7,5 km)      | NorskoEndre Strømsheim Sturla Holm Laegreid Tarjei Bø Johannes Thingnes Bø | 1:17:34,2 (0+2) (0+1) (0+2) (0+0) (0+0) (0+0) | NěmeckoRoman Rees Benedikt Doll Philipp Nawrath Philipp Horn | 1:19:36,1 (0+0) (0+3) (0+2) (0+3) (0+0) (1+3) (0+1) (0+3) | ItálieElia Zeni Didier Bionaz Lukas Hofer Tommaso Giacomel | 1:16:45,4 (0+3) (0+3) (0+1) (0+3) (0+1) (0+0) (0+3) (0+2) |

### Ženy
| Disciplína            | První místo                                                                              | Výkon                                         | Druhé místo                                                                                               | Výkon                                                     | Třetí místo                                                             | Výkon                                                     |
| Sprint (7,5 km)       | Justine Braisazová-Bouchetová                                                            | 22:43,0 (2+0)                                 | Franziska Preussová                                                                                       | 22:47,4 (0+0)                                             | Sophie Chauveauová                                                      | 22:47,6 (1+0)                                             |
| Stíhací závod (10 km) | Julia Simonová                                                                           | 31:45,2 (1+0+0+1)                             | Justine Braisazová-Bouchetová                                                                             | 32:04,1 (0+0+1+2)                                         | Ingrid Landmark Tandrevoldová                                           | 32:29,6 (0+0+1+1)                                         |
| Štafeta (4×6 km)      | FrancieLou Jeanmonnotová Justine Braisazová-Bouchetová Sophie Chauveauová Julia Simonová | 1:12:42,5 (0+1) (0+0) (0+1) (0+3) (0+0) (0+3) | NorskoJuni Arnekleivová Marit Ishol Skoganová Karoline Offigstad Knottenová Ingrid Landmark Tandrevoldová | 1:12:51,8 (0+1) (0+3) (0+1) (0+1) (0+0) (0+1) (0+1) (0+0) | ŠvédskoAnna Magnussonová Linn Perssonová Hanna Öbergová Elvira Öbergová | 1:13:16,0 (0+1) (0+1) (0+0) (0+1) (1+3) (0+1) (0+1) (0+0) |

## Pořadí zemí
| Pořadí | Země    | 1. místo | 2. místo | 3. místo | Celkově |
| ------ | ------- | -------- | -------- | -------- | ------- |
| 1.     | Francie | 3        | 1        | 1        | 5       |
| 2.     | Norsko  | 2        | 3        | 3        | 8       |
| 3.     | Německo | 1        | 2        | 0        | 3       |
| 4.     | Itálie  | 0        | 0        | 1        | 1       |
| 4.     | Švédsko | 0        | 0        | 1        | 1       |
|        | Celkem  | 6        | 6        | 6        | 18      |